# Leinster (provincie)
Leinster (Iers-Gaelisch: Laighin of Laigin) is een van de vier oorspronkelijke provincies van Ierland, en ligt in het oosten van het land.
De provincie omvat de graafschappen Dublin, Meath en Westmeath, Louth, Wicklow, Carlow, Wexford, Kilkenny, Kildare, Laois, Offaly en Longford. Alle graafschappen vallen nu in Ierland.
De Heilige Columbanus (ca. 543 - 615) werd in deze provincie geboren.
Leinster had in 2006 naar schatting 2.292.939 inwoners.